# Chazz Palminteri
Calogero Lorenzo Palminteri (* 15. května 1952 New York) je americký herec a spisovatel, užívající jména Chazz Palminteri.

## Počátky, kariéra
Narodil se v Bronxu do sicilsko-italské rodiny. O této newyorské čtvrti také napsal hru Příběh z Bronxu, kterou také v roce 1993 zfilmoval a do hlavní role vedle sebe obsadil Roberta De Nira. Tato role mu otevřela dveře do Hollywoodu a Palminteri se stal obsazovaným hercem, i když většinou do vedlejších rolí. Za film Bryana Singera The Usual Suspects byl také nominován na Oscara. Českému divákovi pak může být znám z filmů Noc v Roxbury, Zpátky na zem, Jade nebo Mullholand Falls. Už dříve se objevil v seriálech Matlock, Dallas nebo Kojak.
Palminteri také propůjčil svůj hlas do několika kreslených filmů, jako Myšák Stuart Little, Lady a Tramp II: Scampova dobrodružství či nejnověji do filmu Hoodwinked.

## Osobní život
Palminteri žije v Bedfordu a je ženatý s herečkou Giannou Ranaudo, se kterou má dvě děti.